# Vajusensaari
Vajusensaari är en ö i Finland. Den ligger i sjön Vajukosken allas och i kommunen Sodankylä i den ekonomiska regionen Norra Lappland och landskapet Lappland, i den norra delen av landet, 800 km norr om huvudstaden Helsingfors. Öns area är 15,9 hektar och dess största längd är 0,8 kilometer i nord-sydlig riktning.